# Pelonomi Venson-Moitoi
Pelonomi Venson-Moitoi (Serowe, 31 de mayo de 1951) es una periodista y política de Botsuana. Fue ministra de Asuntos Exteriores de Botsuana de 2014 hasta abril de 2018. Posteriormente fue nombrada Ministra Local y de Desarrollo. Considerada una de las mujeres con mayor influencia política, fue fulminada del gabinete de gobierno cuando anunció su intención de disputar la presidencia del partido gubernamental Partido Democrático de Botsuana.
Previamente ocupó diversos ministerios, entre ellos el comunicación, Ciencia y Tecnología, Comercio, Industria y Turismo, etc. En 1999 fue elegida diputada de la Asamblea Nacional de Botsuana. 

## Trayectoria
Perteneciente a la etnia tsuana, nació y creció en Serowe. Fue nombrada miembro de la Asamblea Nacional de Botsuana en 1999 como una de los cuatro miembros especialmente seleccionadas y fue reelegida en las elecciones generales de 2004.
Ha ocupado varios puestos ministeriales, Ministra de Obras, Transporte y Comunicaciones de 2001 a 2002,  Ministra de Comercio, Industria, Vida Silvestre y Turismo de 2002 a 2004, Ministra de Comunicaciones, Ciencia y Tecnología en 2004 y Ministra de Educación. En 2014 fue nombrada Ministra de Asuntos Exteriores de Botsuana puesto que ocupó hasta marzo de 2018. Fue sucedida en el cargo por Vincent T. Seretse en abril de 2018 y Pelonomi asumió el Ministerio  Local y de Desarrollo.  
En 2017 fue candidata a presidir la Comisión de la Unión Africana.
El 17 de diciembre de 2018, Venson-Moitoi anunció que sería candidata a la presidencia del partido. Al día siguiente el presidente del país, Mokgweetsi Masisi y líder del partido la expulsó del gabinete. 
El 5 de abril de 2019, escribió una carta al secretario general del Partido Demócratico de Botsuana en la que anunciaba que se retiraba de las elecciones presidenciales, alegando que las elecciones estaban "manipuladas desde el principio". El día anterior, el Tribunal Superior había fallado en contra de su solicitud de aplazamiento del congreso electivo, acordado con los abogados de la oposición que no había probado si su ciudadanía era por nacimiento o descendencia.  Su candidatura había sido apoyada por el expresidente Ian Khama, quien criticó al partido gobernante, acusándolo de «hacer trampa, intolerancia e intimidación».

## Vida personal
Está casada con Prince Moitoi quien ha sido su jefe de campaña durante su carrera política. Tienen tres hijos.